# Jamestown-Verrazano Bridge
Le Jamestown-Verrazano Bridge, est un pont en poutre-caisson qui traverse la baie de Narragansett à Rhode Island, aux États-Unis. Il relie la ville de North Kingstown située sur le continent, à l'île Conanicut et notamment à la ville de Jamestown.